# Enomotarcha alchornea
Enomotarcha alchornea är en fjärilsart som beskrevs av Schultze 1914. Enomotarcha alchornea ingår i släktet Enomotarcha och familjen tandspinnare. Inga underarter finns listade i Catalogue of Life.